# Клер Літтлтон
Клер Літтлтон (англ. Claire Littleton) — вигаданий персонаж і одна з головних героїв телесеріалу «Загублені» (виробництво ABC). Роль виконує Емілі де Рейвін. З'явилася в першій серії першого сезону як уціліла пасажирка літака, будучи вагітною. Була однією з головних героїнь серіалу до свого таємничого зникнення в кінці четвертого сезону. Повернулася в шостому сезоні.

## Біографія

### До авіакатастрофи
Клер зросла в Сіднеї. Її мати, Керол, (Сьюзен Дюрден) казала, що батько дівчинки помер. Одного разу машина, в якій їхала Клер з матір'ю, потрапила в автокатастрофу, в результаті чого Керол впала в кому. Крістіан Шепард (Джон Террі) приїхав до Сіднея, сплатив медичні витрати і розповів Клер, що є її батьком. Коли він запропонував вимкнути Керол від апарату життєзабезпечення, Клер в люті відмовилася і не захотіла підтримувати з батьком зв'язок, навіть не дізнавшись його ім'я.
Через кілька років Клер влаштувалася на роботу в ресторан швидкого харчування. Вона завагітніла. Її бойфренд сприйняв цю звістку з натхненням, але потім визнав, що не готовий стати батьком, і кинув її. Клер вирішила після пологів віддати дитину на усиновлення. Проте на зустрічі з потенційними усиновителями Клер хвилювалася так, що жодна з трьох ручок не писала, і дівчина передумала віддавати дитину в іншу сім'ю. Медіум Річард Малкін, якого Клер відвідувала, наполіг, щоб вона взяла його план: він повідомив, що знайшов в Лос-Анджелесі «хороших людей», які подбають про її дитину, і дав їй квитки на рейс 815/815-й рейс авіакомпанії Oceanic Airlines, велівши летіти цим рейсом і ніяким іншим.. Перед від'їздом вона відвідала матір, яка раніше перебувала в комі, щоб розповісти про свою вагітність і про плани віддати дитину на усиновлення. Крім того, вона попросила вибачення за аварію і за те, що в той день побажала матері смерті.

### На острові

#### Сезон 1
Після авіакатастрофи на Клер ледь не впав уламок літака, але Джек врятував її («Пілот. Частина 1», 1-а серія 1-го сезону). Її ім'я вперше прозвучало в серіалі тільки в четвертій серії першого сезону — «Життя на березі». Спершу вона сторонилася інших уцілілих, але незабаром подружилася з Чарлі, який почав піклуватися про неї і всіляко опікувати. Він переконав її перебратися з пляжу в печери, де було джерело прісної води («Шахрай», 8-а серія 1-го сезону).
Незабаром Клер викрав Ітан Ром(«Інакшим на виховання», 10-а серія 1-го сезону)
Клер була відсутня протягом майже двох тижнів. Одного разу, коли Джон і Бун вирушили на пошуки пса Вінсента, з заростей вийшла Клер. Вона була сильно виснажена і, як потім з'ясувалося, втратила пам'ять, геть забувши про все, що сталося після авіакатастрофи. Після її повернення знову з'явився Ітан. Він побив Чарлі і передав через нього, щоб йому привели Клер, пообіцявши інакше вбивати щодня по одному з мешканців табору. Уцілівшим вдалося схопити його, але Чарлі, який прийшов пізніше всіх, застрелив Ітана перш, ніж того вдалося допитати («Повернення додому», 15-а серія 1-го сезону).
Незабаром після цього Клер народила хлопчика, якого назвала Аароном (23-я серія 1-го сезону). Її відносини з Чарлі стали ще тіснішими.

#### Сезон 2
Клер і Чарлі влаштувалися в таборі на березі. До Клер почала повертатися пам'ять — поступово з допомогою Ліббі вона пригадала все, що сталося з нею до викрадення. Виявилося, що Ітан відвів її в один з бункерів DHARMA, обладнаний під медичну станцію, і там регулярно ставив їй уколи в живіт. Він одурманював її свідомість наркотиками, так що Клер перестала сприймати його як ворога і щиро збиралася віддати дитину на виховання Інакшим. На щастя, одна з них — дівчина на ім'я Алекс — врятувала Клер і вивела її зі станції.
Пізніше відносини між Чарлі і Клер зіпсувалися. Вона дізналася про те, що він був наркоманом, і перестала підпускати до Аарона, підозрюючи, що йому не вдалося подолати залежність — натяк Джона на те, що Чарлі приймає героїн, знайдений в літаку нігерійських наркоторговців, лише зміцнив її до цієї думки. Між тим у Чарлі після бачення з'явилася нав'язлива ідея охрестити Аарона. Він намагався вмовити на це Клер, але його дивна поведінка лише ще більше відштовхнула дівчину. Тоді Чарлі, знайшовши момент, без дозволу забрав дитину і поніс його до океану, щоб охрестити власноруч. Його вдалося зупинити, після чого Клер припинила з ним усякі стосунки.
Коли Аарон захворів, Клер вирішила, що дитині може допомогти тільки вакцина, уколи якої робив їй Ітан. Разом з Руссо і Кейт вона знайшла в лісі бункер, де її тримали Інакші. Однак всередині було порожньо. Там же у Клер повністю відновилася пам'ять. Деякий час вона продовжувала тримати Чарлі на відстані, але поступово  їх відносини між ними повернулися в колишнє русло. Коли невідомі з DHARMA скинули на острів запас продуктів і медикаментів, Чарлі передав Клер виявлену там вакцину. Далі вони разом були присутні, тримаючись за руки, на похоронах Ани-Люсії і Ліббі, а після вибуху бункера Чарлі поцілував Клер біля багаття («Живемо разом, вмираємо поодинці», 23-а серія 2-го сезону).

#### Сезон 3
Відносини Клер і Чарлі почали перетворюватися в роман, і він повернувся в її намет («Подальші вказівки», 3-а серія 3-го сезону). Одного разу Дезмонд спробував умовити її перенести намет в інше місце, а коли вона не послухалася, спорудив поруч громовідвід. Виявилося, що його дії були пророчими — під час грози блискавка ледь не вдарила в житло Клер («Кожен сам за себе», 4-а серія 3-го сезону). Потім Дезмонд врятував Клер, коли вона тонула в океані. Чарлі з підозрою поставився до уваги, що той почав приділяти дівчині, але Дезмонд пояснив, що насправді рятував не Клер, а самого Чарлі. Після вибуху бункера він почав бачити майбутнє і передбачив Чарлі швидку загибель («Спалах перед очима», 8-а серія 3-го сезону).
Пізніше Клер помітила на березі чайок, які мігрували на південь, і придумала спосіб, як передати послання з острова. Вона вирішила зловити птаха і прив'язати до його лапи записку. Дезмонд умовив Чарлі не допомагати Клер, і пізніше знову втрутився, злякавши чайок пострілом з рушниці. Клер, здивована такою підозрілою поведінкою, простежила за ним. Відповідаючи на питання Клер, він розповів, що Чарлі приречений і під час ловлі птахів повинен був зірватися зі скелі і розбитися. («Авіапошта», 12-а серія 3-го сезону).

#### Сезон 4
Після загибелі Чарлі Клер, прислухавшись до слів Герлі про те, що Чарлі попереджав про можливу небезпеку, відмовляється йти на пляж з «командою Джека» і приєднується до «команди Джона». Вони відправляються жити в покинуті будинки Інакших. («Оголошені загиблими», 2-а серія 4-го сезону).
Під час атаки людей Чарлза Відмора, будинок Клер вибухає, але Соєру вдається витягти її з-під завалів. Соєр відносить її в будинок Бена, де після вбивства Алекс і атаки Чорного Диму вона, слідуючи інструкціям Бена, тікає в джунглі з Аароном на руках разом з Соєром, Герлі, Джоном і Майлзом. Пізніше вона разом з Соєром і Майлзом починає шлях на пляж («Вигляд прийдешнього», 9-а серія 4-го сезону).
Через деякий час, в джунглях Клер прокидається біля багаття, помічаючи, що Аарона немає поруч. Сівши, вона зауважує Крістіана Шепарда, який похитує внука на руках, сидячи на землі. У подиві вона запитує: «Тату?» Вранці Соєр прокидається і зауважує відсутність Клер і дитини. Майлз каже, що Клер пішла вночі за чоловіком, якого називала батьком, і що він не зупинив її, тому що Соєр заборонив йому наближатися до Клер. Соєр знаходить плачащого Аарона на листках неподалік, але Клер зникла («Все хороше, що чекає нас вдома», 10-а серія 4-го сезону).
Джон виявляється наступним, хто бачить Клер. Це відбувається в хатині Джейкоба, куди Локк приходить за порадою («Відлюдник», 11-а серія 4-го сезону).
В кінці сезону Джек на поминках свого батька зустрічає Керол Літтлтон, мати Клер. Від неї Джек дізнається, що Клер — його сестра («Довгоочікуване повернення. Частина 1», 12-а серія 4-го сезону).

#### Сезон 5
Клер з'являється в результаті переміщення в часі. Соєр бачить Кейт, що приймає пологи у Клер. Потім Острів переміщується («Маленький принц», 4-а серія 5-го сезону).

#### Сезон 6
Клер живе на острові 3 роки після порятунку Шістки Ошеанік разом із Людиною в чорному в образі Крістіана Шепарда і стає злегка не в собі, дикою. В кінці останньої серії Клер разом із Майлзом, Френком, Кейт, Соєром і Річардом відлітає з острова на літаку рейсу 316.

## Створення персонажа
Продюсери вирішили, що необхідно присутність в серіалі персонажа з Австралії, плануючи участь в серіалі героїв з різних країн; це ж підтверджувало і те, що рейс 815 вилетів з Сіднея. Емілі де Рейвін працювала в Едмонтоні і не могла пройти прослуховування, яке проходило в Лос-Анджелесі. Вона надіслала свій відеозапис, і творці серіалу вирішили, що вона задовільняє вимогам: молода і приємна зовні, разом з тим має життєвий досвід.
Емілі де Рейвін не брала участь у п'ятому сезоні серіалу, але в раніше укладеному контракті було прописано зобов'язання її повернення в шостому сезоні.